# Consejo de Participación Ciudadana y Control Social
El Consejo de Participación Ciudadana y Control Social (CPCCS) es una entidad autónoma que forma parte y lidera la Función de Transparencia y Control Social de la República de Ecuador, teniendo responsabilidad en la designación de autoridades de la Defensoría del Pueblo, Defensoría Pública, Fiscalía General del Estado, Contraloría General del Estado y las Superintendencias, además de también tener influencia en la designación de ciertas autoridades de la función electoral y judicial.

## Historia

### Antecedentes

#### Comisión Anticorrupción
Tras la caída de Abdalá Bucaram en medio de la presión popular para investigar denuncias de corrupción, Fabián Alarcón creó por Decreto Ejecutivo una Comisión Anticorrupción. Posteriormente, Alarcón convocó una Asamblea Constitucional para la elaboración de una nueva Constitución.

#### Comisión de Control Cívico de la Corrupción
La Constitución de 1998 creó la Comisión de Control Cívico de la Corrupción (CCCC) con el objetivo de "representar a la sociedad civil en la lucha contra la corrupción". Este organismo tenía autonomía e independencia económica, política y administrativa. Sus miembros eran seleccionados por diferentes sectores de la sociedad civil y designados por colegios electorales convocados por el Tribunal Supremo Electoral.
El CCCC realizó revisiones ante la deuda externa, la violación de derechos humanos en el caso Gonzáles y Otros, investigaciones ambientales como el caso Texaco o casos de estafa como los de Filanbanco o del Notario Cabrera. El régimen de Lucio Gutiérrez intentó disolverla pero fue impedido.

### Primer Pleno de Transición

#### Formación
Para la llegada de Rafael Correa y la Asamblea Constituyente de 2008 una nueva constitución sería creada y otorgaría una nueva concepción de la estructura del estado ecuatoriano que cambia el concepto y contenido de los anteriores tres poderes tradicionales del estado y establece, en su lugar, cinco Funciones del Estado, las cuales son:
- Función Ejecutiva.
- Función Legislativa.
- Función Judicial.
- Función de Transparencia y Control Social.
- Función Electoral.

La cuarta Función del Estado, según el orden constitucional, integra, fomenta e incentiva a la Participación Ciudadana. En este contexto y como su avance más importante en materia de participación, la Constitución de la República del Ecuador crea el Consejo de Participación Ciudadana y Control Social (CPCCS) a la cual le entregaría los bienes de la Comisión de Control Cívico de la Corrupción y de la Secretaría Anticorrupción de acuerdo a la Disposición Transitoria Tercera de la Constitución aprobada en 2008.  

#### Primer pleno de transición
El primer pleno de transición se formó el 26 de enero de 2009, sus integrantes fueron designados por la Comisión Legislativa y de Fiscalización. Días después sus miembros designaron a Julián Guamán Gualli como primer presidente del organismo durante el periodo de transición en el cual tuvo como atribución exclusiva elaborar la propuesta de la Ley Orgánica de Participación Ciudadana y la reglamentación de las comisiones que seleccionarán a autoridades de control, tras realizar esto el pleno cesó en sus funciones el 14 de septiembre de 2009.

### Primer Pleno

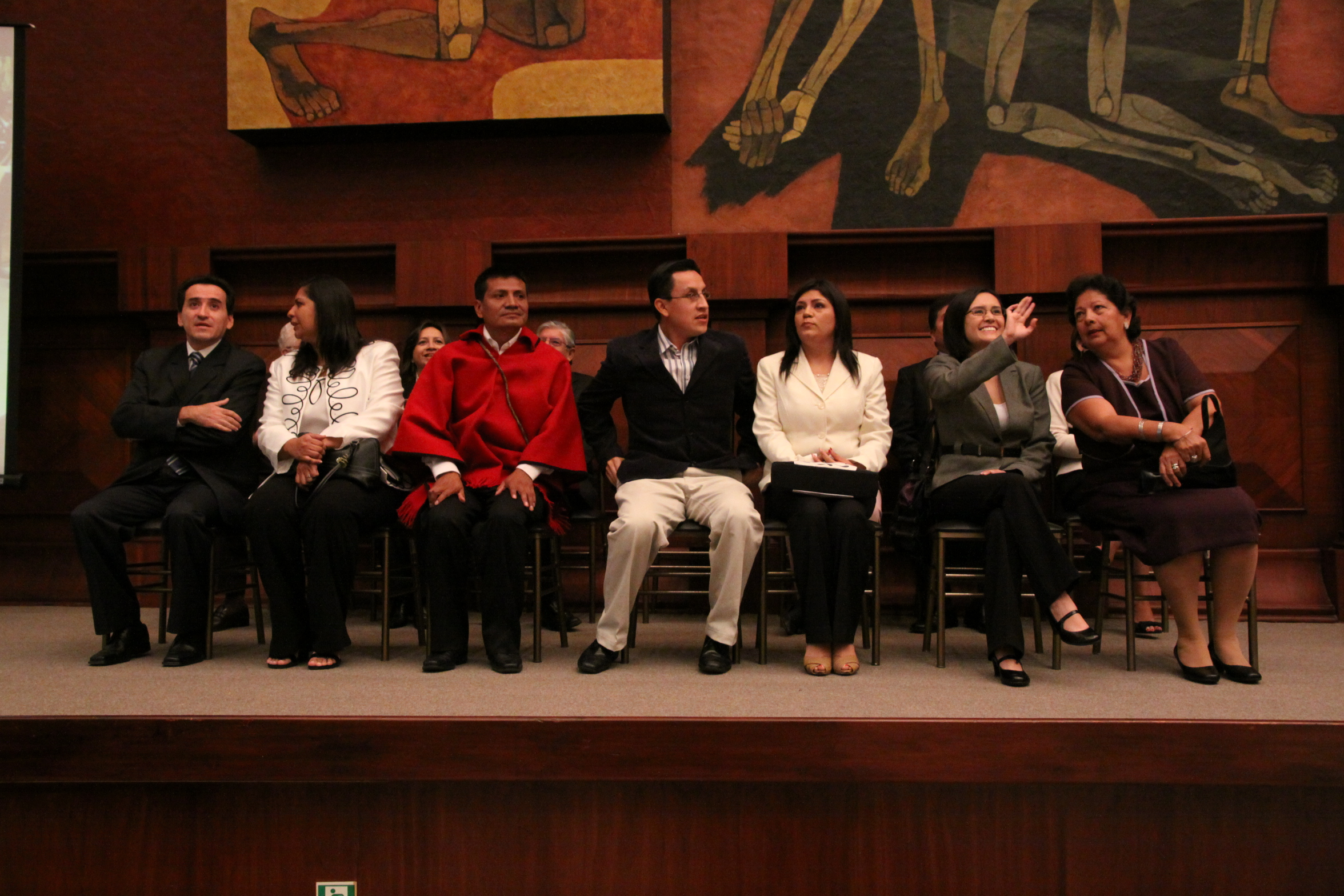
Primer Pleno del Consejo, electo mediante concursos de méritos y oposición, en posesión en la Asamblea Nacional el 18 de marzo de 2010.

#### Presidencia de Marcela Miranda
Bajo la nueva forma de elegir a los consejeros, por medio de concursos de méritos y oposición efectuados por el Consejo Nacional Electoral donde se impedía la participación de militantes de cualquier partido político, el 18 de marzo de 2010 fue posesionado por la Asamblea Nacional el nuevo pleno constituido por los consejeros principales a Marcela Miranda Pérez, Luis Pachala Poma, Tatiana Ordeñana Sierra (a quien reemplazó Hugo Arias Palacios), David Rosero, Mónica Banegas Cedillo, Fernando Cedeño Rivadeneira y Andrea Rivera Villavicencio. El 25 de marzo de 2010 en cumplimiento a las disposiciones constitucionales y a la Ley Orgánica de Participación, la elección se produjo tras una reunión del Pleno del Consejo que duró unos 40 minutos, siendo designados la socióloga Marcela Miranda Pérez y el abogado Fernando Cedeño como Presidenta y Vicepresidente del Consejo respectivamente.
Varios opositores al gobierno de Rafael Correa argumentaron que el pleno tenía una mayoría cercana al ejecutivo, mas no miembros o militantes oficiales de Alianza País, también acusaron al pleno de manipular los concursos para favorecer al régimen, llegando a señalar como un "deficiente" al proceso de selección de autoridades. Los consejeros Rosero y Rivera que varias veces votaron en contra en las sesiones del pleno, siendo una minoría en el consejo.

#### Presidencia de Fernando Cedeño
En cumplimiento del artículo 40 de la Ley Orgánica del CPCCS, que dispone que “La Presidencia y Vicepresidencia se ejercerá de manera alternada y secuencial entre hombre y mujer por la mitad del periodo para el que fueron elegidos”, de septiembre de 2012 a julio de 2015, el Ab. Fernando Cedeño Rivadeneira quién fuese Vicepresidente en el primer pleno ejerció la presidencia y como Vicepresidencia del consejo asumió la Dra. Mónica Banegas Cedillo, quien fue elegida por unanimidad.

### Segundo Pleno

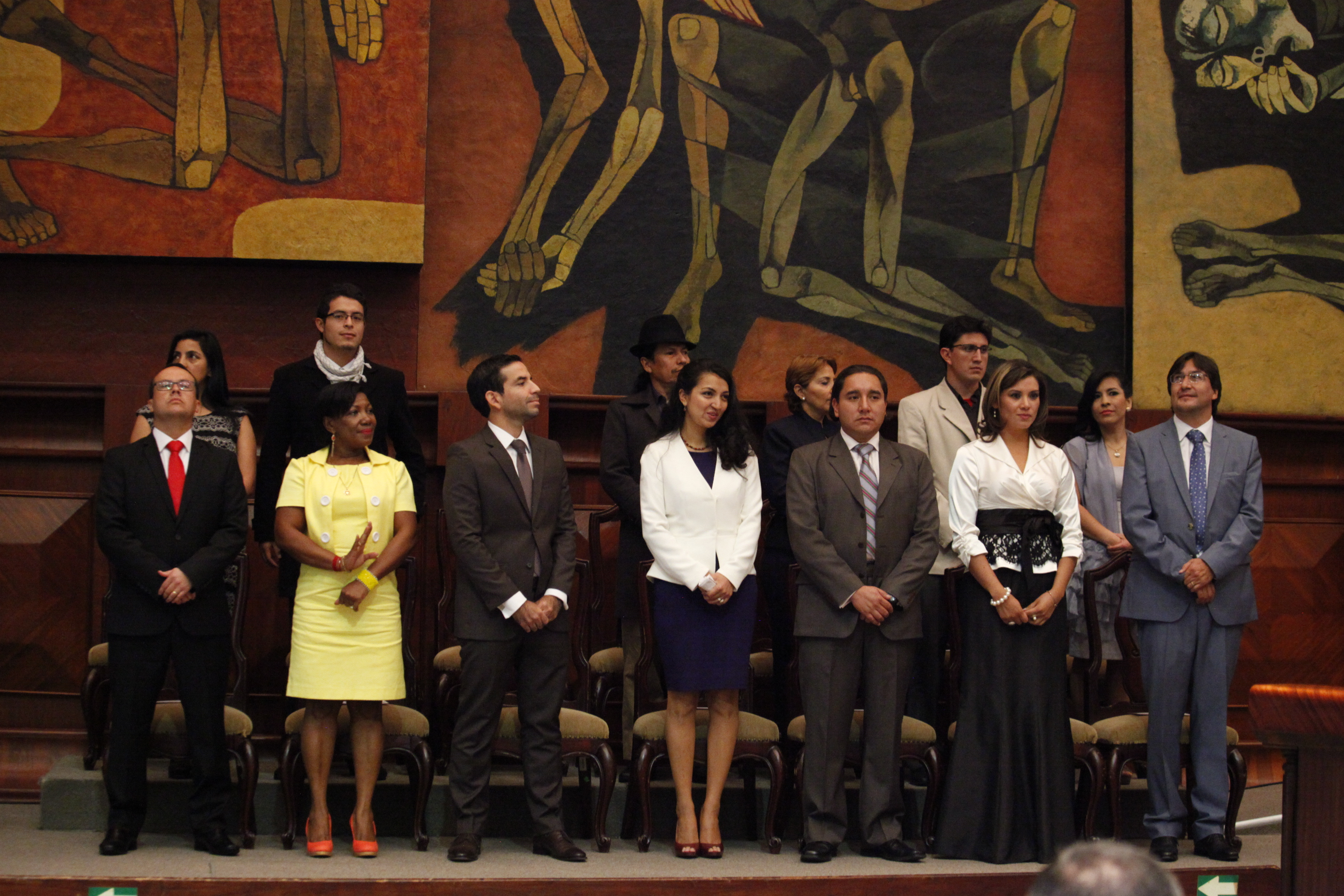
Segundo Pleno del Consejo en posesión en la Asamblea Nacional en sesión 341 del pleno, el 23 de julio de 2015.

#### Presidencia de Raquel González
El 23 de julio de 2015, los consejeros para el periodo 2015-2020, fueron posesionados en la Asamblea Nacional. Este no estuvo exento de críticas y acusaciones, las cuales incrementarían ante la posibles anomalías en su designación en un concurso realizado por el CNE que igualmente era criticado por los concursos del anterior pleno.
Sus miembros fueron cesados por medio de la Consulta popular impulsada por el presidente Lenín Moreno que efectuó ello por las críticas que tenía el organismo. La consulta dio paso a un pleno de transición el cual se encargaría de evaluar el desempeño de las autoridades designadas por el Consejo cesado, pudiendo terminar anticipadamente sus periodos, encargándose también de organizar concursos públicos de mérito y oposición, a la vez que surgía una nueva forma de designación del consejo de participación mediante la elección popular.
El tercer pleno dejó sus funciones el 28 de febrero de 2018 tras haber intentado permanecer con una denuncia ante la Comisión Interamericana de Derechos Humanos que terminó sin efecto.

### Segundo Pleno de Transición

#### Presidencia de Julio César Trujillo

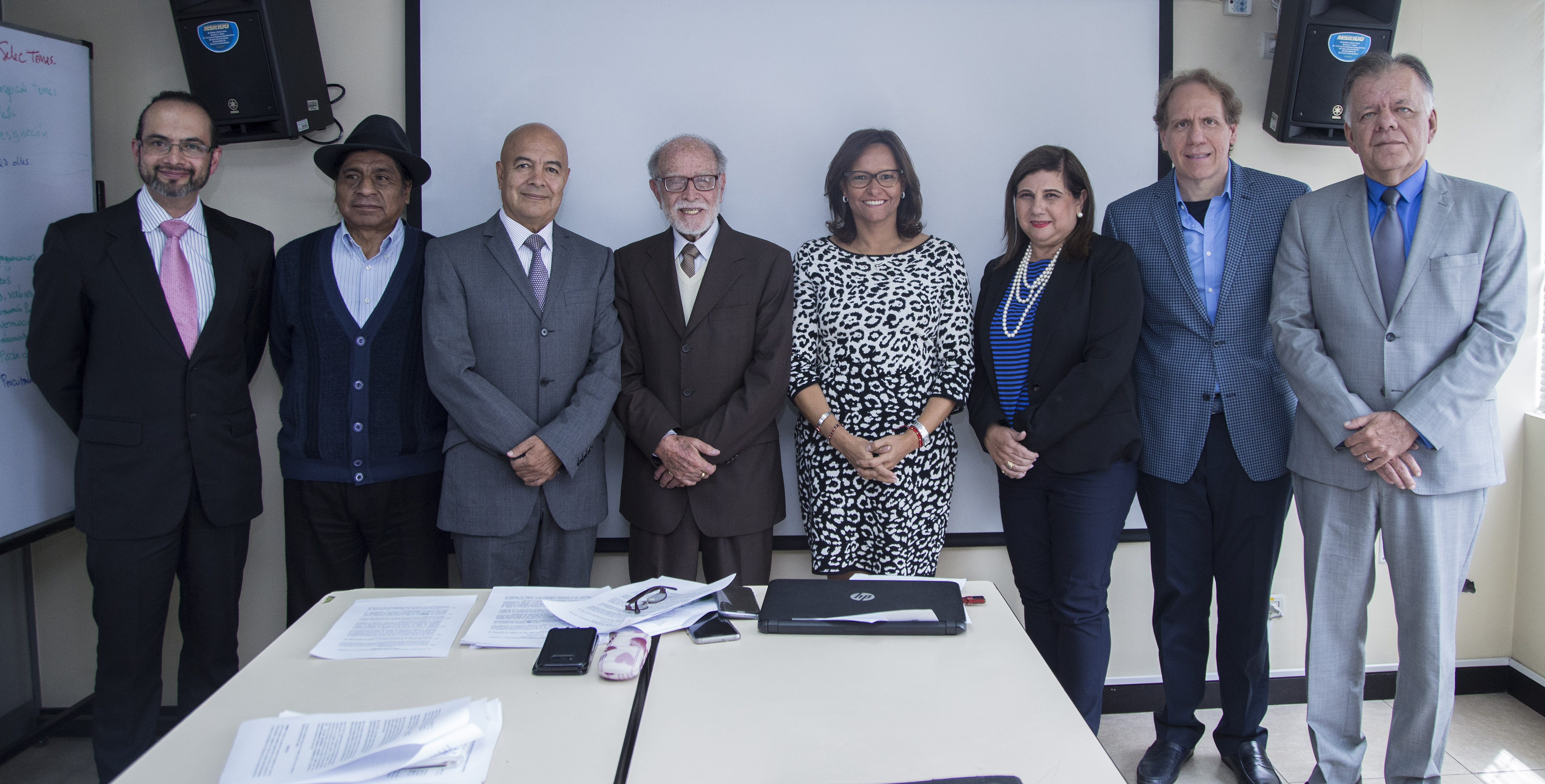
Pleno de Transición de 2018 electo por asamblea de ternas enviadas por el ejecutivo, junto a la presidenta de la Asamblea, Elizabeth Cabezas.

El 28 de febrero de 2018 fue la designación de la autoridades del Consejo por los miembros de la Asamblea Nacional tras el presidente Lenín Moreno enviar siete ternas con tres candidatos cada una de los cuales algunos habían sido sugeridos por organizaciones sociales, de estos resultaron elegidos Luis Macas Ambuludi, Luis Hernández Peñaherrera, Pablo Dávila Jaramillo, Xavier Zavala Egas, Eduardo Mendoza Paladines, Miryam Elizabeth Félix López y Julio César Trujillo, este último sería uno de los más votados en este proceso siendo posteriormente designado como Presidente del CPCCS-T el 6 de marzo por los demás miembros.
El Transitorio inició su trabajo destituyendo a Patricio Rivera, exministro de Correa, de la Superintendencia de la Economía Popular y Solidaria, mientras iniciaba procesos contra el resto de autoridades que tienen que evaluar y que igualmente habían sido acusadas de supuestas irregularidades, con lo cual la mayoría de las autoridades de los organismo designados por anteriores plenos del consejo terminaron destituidos.
Se mantuvieron dos jueces del Tribunal Contencioso Electoral y Pablo Celi como contralor general, bajo argumento de que el 22 de octubre de 2018 el contralor Celi propuso la transformación de la Contraloría en Tribunal de Cuentas. Finalmente no se presentó un proyecto de ley para esta transformación y Celi terminó sentenciado por un caso de corrupción denominado "Las Torres" en febrero de 2023.
El Transitorio recibió críticas de Marcela Aguiñaga acusando al organismo extralimita en sus competencias por supuestamente realizar interpretación de la ley constituyendo ello una flagrante violación al estado de derecho, arrogándose funciones exclusivas del poder legislativo. Acusaciones similares son las realizadas por la Fundación Ciudadanía y Desarrollo (FCD) y Gustavo Jalkh en lo que incluye la crítica sobre la designación de autoridades de control transitorias, por esto no hallarse en sus funciones.
La expresión de Trujillo de “Jalkh y su caterva” para referirse al Consejo de la Judicatura, levantó cuestionamientos del referido por delatar una animosidad que no es propia de un evaluador independiente y que denotan que antes de la evaluación tenían una decisión. Posteriormente denunció animadversión contra de Pablo Dávila quién adelantó criterios sin leer los argumentos de descargo de la Judicatura, en su evaluación.

#### Presidencia de Eduardo Mendoza
Antes de terminar el período del Consejo transitorio, Julio César Trujillo fallece. Le sucede Eduardo Mendoza, quien se desempeñaba como Vicepresidente.

### Tercer Pleno

#### Presidencia de José Tuárez

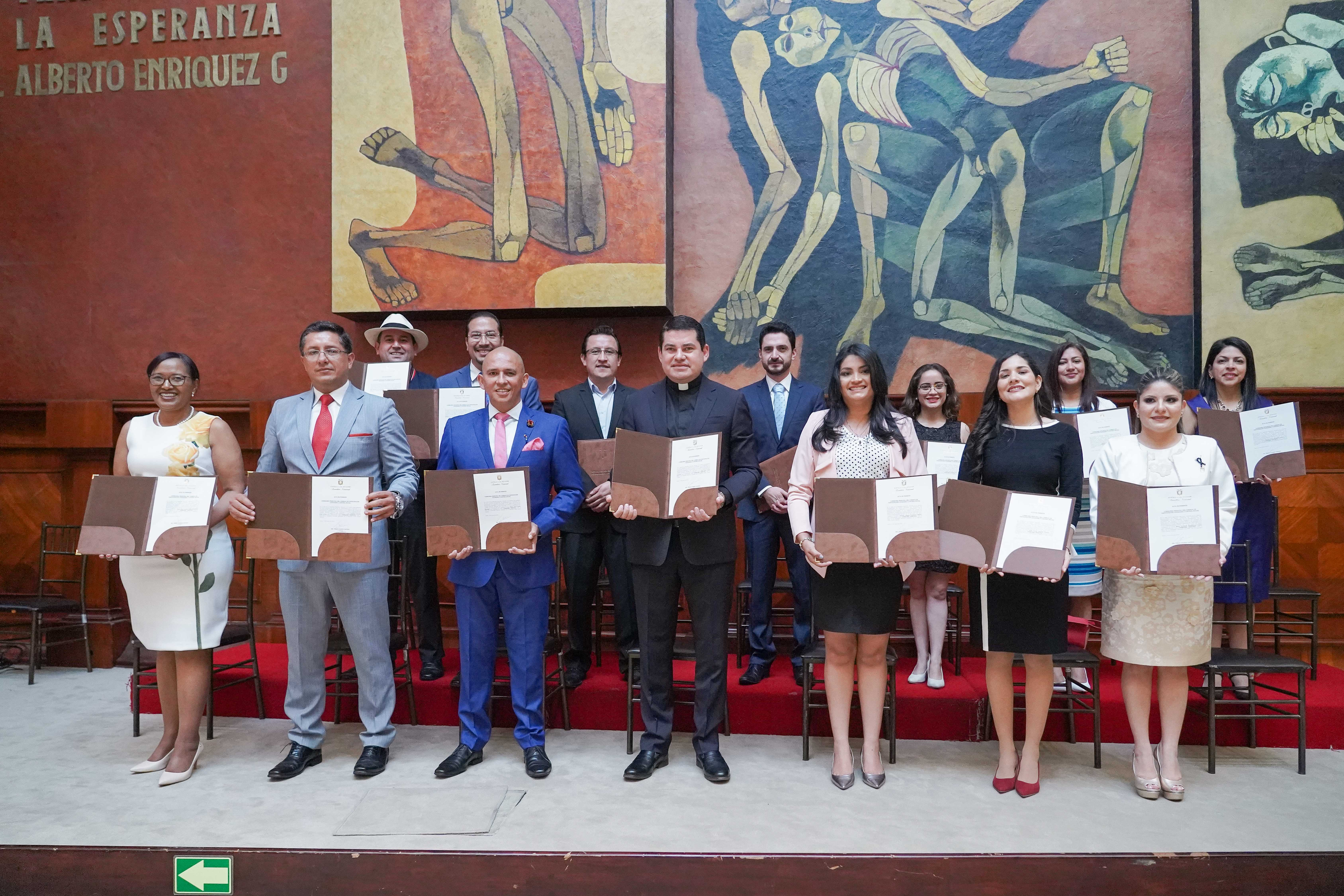
Tercer pleno del CPCCS el día de su posesión, 13 de junio de 2019.

Designado bajo la nueva forma, elección mediante votación popular sin la participación de partidos políticos y con la promoción de los candidatos dirigida desde el Consejo Nacional Electoral. Su posesión se vio retrasada resultado de unas difíciles elecciones donde el exconsejero David Rosero señaló la promoción hecha por Rafael Correa de ciertos candidatos, acusación la cual no tendría efecto. Finalmente el 13 de junio de 2019 se dio la posesión del organismo e inmediatamente se indicó que había una división en dos grupos donde se formó una mayoría entre los consejeros Walter Gómez Ronquillo, José Tuárez, Rosa Chalá y Victoria Desintonio; y una minoría compuesta de Christian Cruz, María Fernanda Rivadeneira y Sofía Almeida. El resultado será la designación de José Tuárez y Rosa Chalá como Presidente y Vicepresidenta.
Nuevamente el organismo es acusado de ser cercano a Correa, sumando a esto que este pleno buscaría evaluar el trabajo de sus antecesores, pese a que la Corte Constitucional haya indicado que no se puede. Tuárez a su vez se ha visto cuestionado por su hoja de vida que sería falsa, así como su supuesta desafiliación reciente del Partido Socialista Ecuatoriano.
Tras 60 días de gestión, el 14 de agosto de 2019, seis meses después de haber sido elegidos y tres meses después de haber asumido el cargo, los consejeros de mayoría José Tuárez, Rosa Chalá, Victoria Desintonio y Walter Gómez serían destituidos por la Asamblea con los votos de Alianza País (bancada de Lenín Moreno), Movimiento CREO, Partido Social Cristiano, Movimiento SUMA, entre otro; y el rechazo de la Bancada de la Revolución Ciudadana. El motivo del juicio político fue por incumplimiento de una sentencia interpretativa de la Corte Constitucional que prohibía revisar las decisiones del Consejo Transitorio que funcionó entre 2018 y 2019. Meses después, en noviembre de 2019, el exvocal José Tuárez sería detenido por presunto tráfico de influencias, siendo condenado a 5 años de prisión.

#### Presidencia de Christian Cruz
En reemplazo de los consejeros destituidos, asumieron los suplentes provenientes de elección popular. Se eligió Presidente a Christian Cruz. Posteriormente, en octubre de 2020, Cruz fue destituido por haber obtenido un carné de discapacidad con 81% de discapacidad auditiva. La destitución se produjo con 124 votos favorables de 129 asambleístas presentes.

#### Presidencia de Sofía Almeida
En reemplazo del presidente destituido, asumió como consejero Hernán Ulloa. A su vez, los vocales eligieron como Presidenta a la consejera Sofía Almeida y como Vicepresidente al consejero Francisco Bravo el 16 de octubre de 2020. El 13 de junio de 2021, al cumplirse la mitad del mandato de cuatro años iniciado tras las elecciones de 2019, se eligió nuevamente a Sofía Almeida como Presidenta, y como Vicepresidente a David Rosero.

#### Presidencia de Hernán Ulloa
Tras disputas políticas internas y un cambio del equilibrio de fuerzas en el Consejo, en febrero de 2022, Sofía Almeida fue destituida sin debido proceso como presidenta mientras se encontraba en período de lactancia por haber dado a luz. Su reemplazo no fue el vicepresidente, sino Hernán Ulloa. Se eligió como vicepresidenta a María Fernanda Rivadeneira.
En noviembre de 2022, fueron enjuicicados políticamente Hernán Ulloa, María Fernanda Rivadeneira, Ibeth Estupiñan y Francisco Bravo. Fueron destituidos, pero una acción constitucional detuvo la aplicación de la censura.
Durante la administración de Hernán Ulloa, en febrero de 2022, se produjo la renuncia de la Presidenta del Consejo de la Judicatura, María del Carmen Maldonado. Tras este hecho, el presidente de la Corte Nacional de Justicia envió cinco veces una terna para reemplazar a dicha vocal, sin que el CPCCS procese estas ternas. A causa de esta demora, el 23 de enero de 2023, la Corte Constitucional destituyó a los vocales por demora en el procesamiento de la terna para designar representante del Presidente de la Corte Nacional de Justicia ante el pleno del Consejo de la Judicatura.

#### Presidencia de Gina Aguilar
Tras esta destitución, se principalizaron los siguientes consejeros suplentes elegidos en 2019, quienes eligen como Presidenta a Gina Aguilar. Esta conformación se mantuvo hasta el 14 de mayo de 2023.

### Cuarto Pleno

#### Presidencia de Alembert Vera
En la elección de 5 de febrero de 2023, resultaron ganadores siete consejeros de participación ciudadana, quienes asumieron el 14 de mayo de 2023, día en que eligieron como Presidente a Alembert Vera y como Vicepresidenta a Nicole Bonifaz.
En agosto de 2023, el CPCCS convocó a la conformación de una veeduría ciudadana para analizar la elección de la Corte Constitucional durante el período transitorio de Julio César Trujillo. En septiembre, la Corte Constitucional convocó a una audiencia para verificar si esta convocatoria incumple el dictamen interpretativo que impide al CPCCS analizar las decisiones del CPCCS transitorio del período 2018-2019.
El 6 de octubre de 2023, la Corte Constitucional destituyó a Alembert Vera de su cargo de consejero y, por tanto, de la presidencia del CPCCS. En auto de seguimiento al dictamen de interpretación constitucional 2-19-IC/19, el pleno de la Corte, con voto favorable de 7 jueces y voto concurrente de uno, decidió destituir a Vera por sus acciones tendientes a nulitar o cuestionar o analizar el nombramiento de autoridades (Fiscal General del Estado y Corte Constitucional), así como a otros funcionarios del Consejo. Otros funcionarios tienen diez días para proporcionar informes sobre sus acciones y el pleno del Consejo tiene diez días para dejar sin efecto varias decisiones administrativas relacionadas con observación del nombramiento de autoridades por parte del CPCCS Transitorio de 2018.
En sustitución del destituido Alembert Vera, se principaliza el suplente Juan Esteban Guarderas.

#### Presidencia de Nicole Bonifaz
Tras la destitución de Alembert Vera, en su calidad de Vicepresidenta del Consejo, la consejera Nicole Bonifaz, asumió como Presidenta mediante sesión extraordinaria del consejo con fecha 15 de octubre de 2023, Bonifaz anunció una administración sin sesgos políticos e hizo un llamado a los consejeros a deponer diferencias.
El 3 de abril de 2024, tras 6 meses de su designación como Presidenta del Consejo, con cuatro votos a favor, el pleno decidió la remoción del cargo de la consejera Nicole Bonifaz, argumentado una falta de confianza en la capacidad para ostentar dicho cargo, esto debido a la demora en procesos para la designación de varias autoridades del estado, entre otros. Cabe recalcar que si bien fue removida como Presidenta, Nicole Bonifaz aún funge como consejera del CPCCS.

#### Presidencia de Andrés Fantoni
El 3 de abril de 2024, después de la remoción de la consejera Nicole Bonifaz, y en su calidad de Vicepresidente del Consejo, asume el cargo como Presidente Andrés Xavier Fantoni Baldeón.
El 20 de agosto de 2024, Mishelle Calvache Vicepresidenta del Consejo renuncia para participar en las elecciones presidenciales de 2025 como binomio de Jan Topic. La consejera suplente Jazmín Enríquez se principaliza en su lugar.
El 28 de agosto de 2024, la consejera Johanna Verdezoto asumió la Vicepresidencia del Consejo.  Verdezoto ocupó la vicepresidencia hasta el 22 de enero de 2025, cuándo un cambio del equilibrio de fuerzas la destituyó y Yadira Saltos Rivas ocupó su lugar.
El 27 de diciembre de 2024, el consejero Juan Esteban Guarderas fue destituido por la Asamblea Nacional con los votos de las bancadas de la Revolución Ciudadana, Partido Social Cristiano, Construye e independientes. El consejero suplente Eduardo Franco Loor se principaliza en su lugar.
El 31 de enero de 2025, el Tribunal Contencioso Electoral destituyó a la Vicepresidenta del Consejo Yadira Saltos Rivas, Augusto Verduga y Eduardo Franco Loor por cometer infracción electoral muy grave al ser auspiciados electoralmente por el expresidente Rafael Correa, líder del Movimiento Revolución Ciudadana, algo contrario a la ley. Los consejeros suplentes Gonzalo Albán Molestina, Piedad Cuaran Rosero y David Rosero se principalizan en su lugar.
El 14 de mayo de 2025, al cumplirse la mitad del mandato de cuatro años iniciado tras las elecciones de 2023, se eligió nuevamente a Andrés Xavier Fantoni Baldeón como Presidente, y como Vicepresidenta a Jazmín Enríquez.

## Estructura y conformación
Hasta febrero de 2018, el CPCCS estaba integrado por siete consejeros y consejeras principales y siete suplentes que fueron seleccionados de entre representantes de organizaciones sociales o ciudadanos de manera individual, a través de un concurso público de méritos y oposición, con veeduría e impugnación ciudadana. Tras la consulta popular de 2018, el Consejo será formado mediante votación popular.

### Estructura
Su estructura se organiza a través de:
- Órganos de gobierno: Pleno del Consejo, Presidencia y Vicepresidencia.
- Órganos ejecutores: Delegaciones provinciales del CPCCS y dos Secretarías Técnicas: de Participación y Control Social y de Transparencia y Lucha contra la corrupción.
- Órganos de apoyo: Secretaría General.

### Juicios políticos
1. Entre junio y agosto de 2019, se siguió un juicio político a cuatro de los siete consejeros elegidos en mayo de 2019. Fueron acusados de incumplir o intentar revertir decisiones del Consejo de Participación Ciudadana Transitorio. Fueron destituidos los consejeros: José Carlos Tuárez (Presidente), Walter Gómez Ronquillo, Victoria Desintonio y Rosa Chalá.[50]
2. En 2020, se siguió un juicio político al consejero Christian Cruz (Presidente).  La Asamblea Nacional determinó que Cruz incurrió en incumplimiento de funciones otorgadas por la Constitución y la Ley.[51]
3. En 2021, las bancadas PSC, UNES y Pachakutik presentaron un pedido de juicio político contra los consejeros Ibeth Estupiñán, Hernán Ulloa, Francisco Bravo y María Fernanda Rivadeneira. Están acusados de obstaculizar el trabajo del CPCCS.[52]
4. En 2024, la bancada de la Revolución Ciudadana presentó un pedido de juicio político contra el consejero Juan Esteban Guarderas. Está acusado de presunta falsificación de firma, abuso de poder y uso indebido de recursos públicos, violación del deber de reserva, y por presunto tráfico de influencias y violación de la independencia judicial.[53]

## Principales competencias
Según la Constitución y la Ley Orgánica del CPCCS, del Consejo de Participación Ciudadana y Control Social su estructura se organiza a través de:
1. Promover el ejercicio de los derechos de participación, control social de lo público y rendición de cuentas.
2. Establecer mecanismos y políticas anticorrupción y realizar investigaciones sobre casos que afecten la participación ciudadana, el interés público o generen corrupción.
3. Designar a las autoridades que le corresponda de acuerdo con la Constitución y la ley a través de Comisiones Ciudadanas de Selección, ternas enviadas por el Ejecutivo o concursos públicos.

### Atribuciones constitucionales
La Constitución le confiere al CPCCS las siguientes atribuciones generales:
1. Promover la participación ciudadana, estimular procesos de deliberación pública y propiciar la formación en ciudadanía, valores, transparencia y lucha contra la corrupción.
2. Establecer mecanismos de rendición de cuentas de las instituciones y entidades del sector público, y coadyuvar procesos de veeduría ciudadana y control social.
3. Instar a las demás entidades de la Función para que actúen de forma obligatoria sobre los asuntos que ameriten intervención a criterio del Consejo.
4. Investigar denuncias sobre actos u omisiones que afecten a la participación ciudadana o generen corrupción.
5. Emitir informes que determinen la existencia de indicios de responsabilidad, formular las recomendaciones necesarias e impulsar las acciones legales que correspondan.
6. Actuar como parte procesal en las causas que se instauren como consecuencia de sus investigaciones. Cuando en sentencia se determine que en la comisión del delito existió apropiación indebida de recursos, la autoridad competente procederá al decomiso de los bienes del patrimonio personal del sentenciado.
7. Coadyuvar a la protección de las personas que denuncien actos de corrupción.
8. Solicitar a cualquier entidad o funcionario de las instituciones del Estado la información que considere necesaria para sus investigaciones o procesos. Las personas e instituciones colaborarán con el Consejo y quienes se nieguen a hacerlo serán sancionados de acuerdo con la ley.
9. Organizar el proceso y vigilar la transparencia en la ejecución de los actos de las comisiones ciudadanas de selección de autoridades estatales.
10. Designar a la primera autoridad de la Procuraduría General del Estado y de las superintendencias de entre las ternas propuestas por la Presidenta o Presidente de la República, luego del proceso de impugnación y veeduría ciudadana correspondiente.
11. Designar a la primera autoridad de la Defensoría del Pueblo, Defensoría Pública, Fiscalía General del Estado y Contraloría General del Estado, luego de agotar el proceso de selección correspondiente.
12. Designar a los miembros del Consejo Nacional Electoral, Tribunal Contencioso Electoral y Consejo de la Judicatura, luego de agotar el proceso de selección correspondiente.

### Atribuciones generales
A las atribuciones constitucionales se suman otras atribuciones generales señaladas en su Ley Orgánica:
1. Designar a las autoridades y delegados de la ciudadanía que determine la ley, luego de agotar el proceso de selección correspondiente, con veeduría y derecho a impugnación ciudadana, en los casos que correspondan.
2. Presentar, promover e impulsar propuestas normativas, en materias que correspondan a las atribuciones específicas del Consejo de Participación Ciudadana y Control Social.

## Lista de Plenos del Consejo de Participación Ciudadana y Control Social

### Comisión Anticorrupción (1997 - 1998)
La primera comisión anticorrupción fue creada por el presidente Fabián Alarcón mediante el decreto ejecutivo 107-A, siendo sus miembros designados por el presidente provenientes de la sociedad civil para investigar los actos de corrupción del gobierno de Abdalá Bucaram y para investigar y prevenir nuevos actos de corrupción.
| Presidente Electo por el pleno | Inicio             | Fin                  | Designante     | Comisionados | Ref.          |
| ------------------------------ | ------------------ | -------------------- | -------------- | --- | ------------- |
| Ramiro Larrea Santos           | 4 de marzo de 1997 | 10 de agosto de 1998 | Fabián Alarcón | - Marcelo Merlo Jaramillo (Vicepresidente) - Myriam Garcés Dávila - Roberto Aspiazu Estrada - Medardo Mora Solórzano - Enrique Galarza Alarcón - Xavier Zavala Egas - Simón Espinosa Cordero | [ 54 ] [ 55 ] |

### Comisión de Control Cívico de la Corrupción (1998 - 2008)
La Constitución de 1998 convirtió la Comisión Anticorrupción en la Comisión de Control Cívico de la Corrupción como un órgano constitucional independiente encargado de la prevención e investigación de los casos de corrupción. El primer pleno de la Comisión fue designada por el presidente Jamil Mahuad, mientras que los siguientes fueron designados por colegios electorales, los cuales fueron:
1. El Consejo Nacional de Universidades y Escuelas Politécnicas
2. Los Gremios profesionales legalmente reconocidos, representativos de cada sector y de carácter nacional
3. La Asociación Ecuatoriana de Editores de Periódicos, de Canales de Televisión, de Radiodifusión y la Federación Nacional de Periodistas
4. Las Federaciones Nacionales de las Cámaras de Producción
5. Las Centrales Sindicales y Organizaciones Indígenas, Afroecuatorianas y Campesinas de carácter nacional, legalmente reconocidas
6. Las Organizaciones Nacionales de Mujeres, legalmente reconocidas
7. Las Organizaciones de Derechos Humanos y de Defensa de los Consumidores, legalmente reconocidas.

| Presidente Electo por el pleno | Inicio                   | Fin                      | Designante                                                  | Comisionados | Ref.                 |
| ------------------------------ | ------------------------ | ------------------------ | ----------------------------------------------------------- | --- | -------------------- |
| Nicolás Espinosa Maldonado     | 21 de septiembre de 1998 | 23 de febrero del 2000   | Jamil Mahuad                                                | - Claudio Malo González - Patricio Johnson López - Luisa Molina de Fabre - Diego Araujo Sánchez - Jorge Vivanco Mendieta - Claudio Malo González - Cornelio Marchán Carrasco         | [ 58 ] [ 59 ] [ 55 ] |
| Ramiro Larrea Santos           | 23 de febrero del 2000   | 11 de noviembre del 2004 | Tribunal Supremo Electoral Vocal por Organizaciones de DDHH | - Alejandra Cantos Molina (Vicepresidenta) - Manuel García Jaén - Jorge Rodríguez Torres - Ramiro Borja y Borja - Reinaldo Valarezo García - Hermuy Calle Verzozi                    | [ 58 ] [ 59 ] [ 55 ] |
| Ramiro Borja y Borja           | 11 de noviembre de 2004  | 20 de octubre de 2008    | Tribunal Supremo Electoral Vocal por Periodistas            | - Manuel García Jaén (Vicepresidente) - Hermuy Calle Verzozi - Piedad Gálvez Cortéz - Rómulo López Sabando - Ramiro Larrea Santos - Carlos Ortiz González - Ricardo Vanegas Cortázar | [ 59 ]               |

### Plenos del Consejo de Participación Ciudadana y Control Social (desde 2009)
| Presidente Electo por el pleno                                                            | Presidente Electo por el pleno           | Inicio                                   | Fin                                      | Pleno | Período                                  | Ref.                                     |
| Designados por la Asamblea Constituyente                                                  | Designados por la Asamblea Constituyente | Designados por la Asamblea Constituyente | Designados por la Asamblea Constituyente | Designados por la Asamblea Constituyente | Designados por la Asamblea Constituyente | Designados por la Asamblea Constituyente |
| ----------------------------------------------------------------------------------------- | ---------------------------------------- | ---------------------------------------- | ---------------------------------------- | --- | ---------------------------------------- | ---------------------------------------- |
|                                                                                           | Julián Guamán Gualli                     | 28 de enero de 2009                      | 14 de septiembre de 2009                 | - Mónica Banegas Cedillo (Vicepresidenta) - Carlos Vera Quintana - Betsy Salazar González - Pablo Cornejo Zambrano - Roxana Silva Chicaiza - Oswaldo Ruiz Falconí                                                                                                   | Transitorio                              | [ 3 ]                                    |
| Designados por el Consejo Nacional Electoral por Concurso Público                         |                                          |                                          |                                          | |                                          |                                          |
|                                                                                           | Marcela Miranda Pérez                    | 25 de marzo de 2010                      | 20 de septiembre de 2012                 | - Fernando Cedeño Rivadeneira (Vicepresidente) - Mónica Banegas Cedillo - David Rosero Minda - Luis Pachala Poma - Andrea Rivera Villavicencio - Tatiana Ordeñana Sierra                                                                                            | 2010-2012                                | [ 60 ]                                   |
| Renovación del pleno                                                                      |                                          |                                          |                                          | |                                          |                                          |
|                                                                                           | Fernando Cedeño Rivadeneira              | 20 de septiembre de 2012                 | 23 de julio de 2015                      | - Mónica Banegas Cedillo (Vicepresidenta) - David Rosero Minda - Marcela Miranda Pérez - Luis Pachala Poma - Andrea Rivera Villavicencio - William Hugo Arias Palacios                                                                                              | 2012-2015                                | [ 61 ]                                   |
| Período (2015 - 2020) - Designados por el Consejo Nacional Electoral por Concurso Público |                                          |                                          |                                          | |                                          |                                          |
|                                                                                           | Raquel González Lastre                   | 23 de julio de 2015                      | 28 de febrero de 2018                    | - Edwin Jarrín Jarrín (Vicepresidente) - Doris Gallardo Cevallos - Tito Astudillo Sarmiento - Tania Pauker Cueva - Antonio Peña Aguirre - Sonia Vera García - Xavier Burbano Espinoza                                                                               | 2015-2020                                | [ 62 ]                                   |
| 2017-2020                                                                                 | Raquel González Lastre                   | 23 de julio de 2015                      | 28 de febrero de 2018                    | - Edwin Jarrín Jarrín (Vicepresidente) - Doris Gallardo Cevallos - Tito Astudillo Sarmiento - Tania Pauker Cueva - Antonio Peña Aguirre - Sonia Vera García - Xavier Burbano Espinoza                                                                               |                                          | [ 62 ]                                   |
| Período Transitorio - Designados por la Asamblea Nacional                                 |                                          |                                          |                                          | |                                          |                                          |
|                                                                                           | Julio César Trujillo Vásquez             | 6 de marzo de 2018                       | 19 de mayo de 2019                       | - Eduardo Mendoza Paladines (Vicepresidente) - Luis Hernández Peñaherrera - Pablo Dávila Jaramillo - Xavier Zavala Egas - Luis Macas Ambuludi - Myriam Félix López                                                                                                  | Transitorio                              | [ 63 ]                                   |
| Elección directa                                                                          |                                          |                                          |                                          | |                                          |                                          |
|                                                                                           | José Carlos Tuárez Zambrano              | 13 de junio de 2019                      | 14 de agosto de 2019                     | - Rosa Chalá Alencastro (Vicepresidenta) - Walter Gómez Ronquillo - Christian Cruz Larrea - María Fernanda Rivadeneira Cuzco - Victoria Desintonio Malavé - Sofía Almeida Fuentes                                                                                   | 2019-2021                                | [ 64 ]                                   |
| Renovación del pleno por destitución de consejeros                                        |                                          |                                          |                                          | |                                          |                                          |
|                                                                                           | Christian Cruz Larrea                    | 20 de agosto de 2019                     | 13 de octubre de 2020                    | - Francisco Bravo Macías (Vicepresidente) - Juan Javier Dávalos Benítez - David Rosero Minda - Ibeth Estupiñan Gómez - Francisco Bravo Macías - María Fernanda Rivadeneira Cuzco                                                                                    | 2019 - 2021                              | [ 65 ]                                   |
|                                                                                           | Sofía Almeida Fuentes (Subrogación)      | 16 de octubre de 2020                    | 13 de junio de 2021                      | - Francisco Bravo Macías (Vicepresidente) - Juan Javier Dávalos Benítez - David Rosero Minda - Ibeth Estupiñan Gómez - Francisco Bravo Macías - María Fernanda Rivadeneira Cuzco                                                                                    | 2019 - 2021                              | [ 66 ]                                   |
| Renovación del pleno                                                                      |                                          |                                          |                                          | |                                          |                                          |
|                                                                                           | Sofía Almeida Fuentes                    | 13 de junio de 2021                      | 9 de febrero de 2022                     | - David Rosero Minda (Vicepresidente) - María Fernanda Rivadeneira Cuzco - Juan Javier Dávalos Benítez - Ibeth Estupiñan Gómez - Francisco Bravo Macías - Hernán Ulloa Ordóñez                                                                                      | 2021 - 2023                              | [ 67 ]                                   |
| Renovación del pleno                                                                      |                                          |                                          |                                          | |                                          |                                          |
|                                                                                           | Hernán Ulloa Ordóñez                     | 9 de febrero de 2022                     | 23 de enero de 2023                      | - María Fernanda Rivadeneira Cuzco (Vicepresidenta) - David Rosero Minda - Juan Javier Dávalos Benítez - Ibeth Estupiñan Gómez - Francisco Bravo Macías - Sofía Almeida Fuentes                                                                                     | 2021 - 2023                              | [ 68 ]                                   |
| Renovación del pleno por destitución de consejeros                                        |                                          |                                          |                                          | |                                          |                                          |
|                                                                                           | Gina Aguilar Ochoa                       | 11 de febrero de 2023                    | 14 de mayo de 2023                       | - Teddy Tama Aguirre (Vicepresidente) - Carlos Figueroa Figueroa - Aland Molestina Malta - Mónica Moreira Morán - Graciela Mora Ramírez - Olindo Nastacuaz Pascal                                                                                                   | 2023                                     | [ 69 ]                                   |
| Elección directa                                                                          |                                          |                                          |                                          | |                                          |                                          |
|                                                                                           | Alembert Vera Rivera                     | 15 de mayo de 2023                       | 6 de octubre de 2023                     | - Johanna Verdezoto del Salto - Yadira Saltos Rivas - Gonzalo Albán Molestina - Jazmín Enríquez Castro - Piedad Cuaran Rosero - Eduardo Franco Loor - Augusto Verduga Sánchez - Mishelle Calvache Fernández - Yadira Saltos Rivas - Juan Esteban Guarderas Cisneros | 2023 - 2025                              | [ 70 ]                                   |
|                                                                                           | Nicole Bonifaz López (Subrogación)       | 10 de octubre de 2023                    | 3 de abril de 2024                       | - Johanna Verdezoto del Salto - Yadira Saltos Rivas - Gonzalo Albán Molestina - Jazmín Enríquez Castro - Piedad Cuaran Rosero - Eduardo Franco Loor - Augusto Verduga Sánchez - Mishelle Calvache Fernández - Yadira Saltos Rivas - Juan Esteban Guarderas Cisneros | 2023 - 2025                              | [ 71 ]                                   |
|                                                                                           | Andrés Fantoni Baldeón (Subrogación)     | 3 de abril de 2024                       | 15 de mayo de 2025                       | - Johanna Verdezoto del Salto - Yadira Saltos Rivas - Gonzalo Albán Molestina - Jazmín Enríquez Castro - Piedad Cuaran Rosero - Eduardo Franco Loor - Augusto Verduga Sánchez - Mishelle Calvache Fernández - Yadira Saltos Rivas - Juan Esteban Guarderas Cisneros | 2023 - 2025                              | [ 72 ]                                   |
| Renovación del pleno                                                                      |                                          |                                          |                                          | |                                          |                                          |
|                                                                                           | Andrés Fantoni Baldeón                   | 15 de mayo de 2025                       |                                          | - Jazmín Enríquez Castro (Vicepresidenta) - Johanna Verdezoto del Salto - Gonzalo Albán Molestina - Piedad Cuaran Rosero - Nicole Bonifaz López - David Rosero Minda                                                                                                | 2025 - 2027                              | [ 49 ]                                   |